# آذر ۱۳۹۲
آذر ۱۳۹۲، نهمین ماه سال ۱۳۹۲ هجری خورشیدی است.
آغاز آن جمعه، ۱ آذر ۱۳۹۲ برابر با ۲۲ نوامبر ۲۰۱۳ میلادی است.